# 丹田古墳
丹田古墳（たんだこふん）は、徳島県三好郡東みよし町西庄にある古墳（積石塚）。形状は前方後円墳または前方後方墳。国の史跡に指定されている。

## 概要
徳島県西部、吉野川中流域南岸の加茂山の尾根上に築造された古墳である。1969年（昭和44年）に発掘調査が実施されている。
墳形は、前方部が広がらず前方部先端がややバチ形に開くという古式の柄鏡式の前方後円形または前方後方形で、墳丘主軸を東西方向として前方部を西方に向ける。墳丘は岩盤上における結晶片岩の角礫の積石により、土は使用されていない。埋葬施設は後円部（後方部）における竪穴式石室である。石室主軸を墳丘主軸と平行する東西方向とし、長さ4.51メートル、幅1.3メートル（東端）・1.28メートル（西端）、高さ1.2メートルを測る。石室は結晶片岩の小口積みにより、石室の側壁は高さ0.4メートルまで垂直に積みそれ以上は持ち送ることで合掌状の天井を構築するという珍しい古式の構造で、類例はメスリ山古墳（奈良県桜井市）・大和天神山古墳（奈良県天理市）・元稲荷古墳（京都府向日市）で知られる。副葬品としては銅鏡1面・鉄剣・鉄斧が検出されている。
この丹田古墳は、古墳時代前期の4世紀代の築造と推定される。積石塚の前方後円墳（前方後方墳）であること、および合掌式竪穴式石室を持つ点で珍しい例として重要視される古墳である。なお、付近の加茂東原遺跡では弥生時代終末期の竪穴建物群が検出されており、丹田古墳の築造に関わった集落と推測される。
古墳域は1977年（昭和52年）に国の史跡に指定されている。

## 遺跡歴
- 1962年（昭和37年）、積石塚と判明[2]。
- 徳島県指定史跡に指定[2]。
- 1969年（昭和44年）3月、発掘調査（同志社大学考古学研究室）[2]。
- 1977年（昭和52年）7月16日、国の史跡に指定[1]。

## 墳丘
墳丘の規模は次の通り。
- 墳丘長：37メートル（または35メートル[3][4]/38メートル[2]）
- 後円部（後方部）
  - 南北：17.5メートル
  - 東西：17メートル
  - 高さ：3メートル
- 前方部
  - 長さ：18メートル
  - 幅：6.6メートル
  - 高さ：1メートル
- くびれ部
  - 幅：10メートル

墳丘には石だけで土が使用されておらず、完全な積石塚になる。古式の積石塚は徳島県・香川県の一帯に分布することが知られており、徳島県内の積石塚としては八人塚古墳（徳島市）に次ぐ規模になる。

## 文化財

### 国の史跡
- 丹田古墳 - 1977年（昭和52年）7月16日指定[1]。

## 関連文献
（記事執筆に使用していない関連文献）
- 『徳島県三好郡三加茂町丹田古墳調査報告（同志社大学文学部考古学調査報告 第3冊）』同志社大学文学部文化学科内考古学研究室、1971年。